# Cold (álbum)
| Críticas profissionais | Críticas profissionais |
| Avaliações da crítica  | Avaliações da crítica  |
| Fonte                  | Avaliação              |
| ---------------------- | ---------------------- |
| allmusic               | [ 1 ]                  |

Cold é o álbum de estreia da banda norte-americana Cold, lançado em 2 de junho de 1998.

## Faixas
1. "Go Away — 4:45
2. "Give" — 3:48
3. "Ugly" — 4:14
4. "Everyone Dies" — 3:19
5. "Strip Her Down" — 6:13
6. "Insane" — 5:41
7. "Goodbye Cruel World" — 3:28
8. "Serial Killer" — 5:35
9. "Superstar" — 4:17
10. "The Switch" — 4:07
11. "Makes Her Sick" — 3:59

## Créditos
- Scooter Ward — Vocal, guitarra, piano, teclados
- Kelly Hayes — Guitarra
- Jeremy Marshall — Baixo
- Sam McCandless — Bateria